# Chata Kalikapur
Chata Kalikapur è una suddivisione dell'India, classificata come census town, di 20.087 abitanti, situata nel distretto dei 24 Pargana Sud, nello stato federato del Bengala Occidentale. In base al numero di abitanti la città rientra nella classe III (da 20.000 a 49.999 persone).

## Geografia fisica
La città è situata a 22° 27' 58 N e 88° 15' 47 E.

## Società

### Evoluzione demografica
Al censimento del 2001 la popolazione di Chata Kalikapur assommava a 20.087 persone, delle quali 10.296 maschi e 9.791 femmine. I bambini di età inferiore o uguale ai sei anni assommavano a 2.955, dei quali 1.494 maschi e 1.461 femmine. Infine, coloro che erano in grado di saper almeno leggere e scrivere erano 11.507, dei quali 6.451 maschi e 5.056 femmine.